# Paul-Clemen-Preis
Der Paul-Clemen-Preis (bis 2008 Paul-Clemen-Stipendium) ist eine Auszeichnung des Landschaftsverbandes Rheinland (LVR) im Bereich Kunstgeschichte.

## Geschichte
Der damalige Landeshauptmann der Rheinprovinz (Rechtsvorgängerin des LVR), Heinrich Haake (NSDAP), richtete anlässlich des 70. Geburtstages von Paul Clemen, des ehemaligen ersten Provinzialkonservators der Rheinprovinz, am 31. Oktober 1936 das Paul-Clemen-Stipendium ein, das seit 2008 die Bezeichnung Paul-Clemen-Preis trägt. Durch diesen Preis sollte der Dank der Rheinprovinz zum Ausdruck gebracht werden für das, was Paul Clemen als Denkmalpfleger und Historiker sowie als Lehrer und Begründer des Kunsthistorischen Institut der Universität Bonn für die rheinische Kunst, die Erforschung ihrer Geschichte und ihr Bekanntwerden in der Öffentlichkeit in mehr als 40-jähriger Arbeit geleistet hat.

## Vergabe
Der heute mit 10.000 Euro dotierte Preis soll die Erforschung der rheinischen Kunst zu fördern und wird vor allem an junge Kunsthistoriker vergeben, die über Werke und Fragen der Kunst im Rheinland arbeiten. Das Preisgeld kann in zwei Teile geteilt werden. Es ist auf das nächste Jahr übertragbar.
Die Leitungen der kunstgeschichtlichen Einrichtungen im Rheinland sind aufgefordert, hochqualifizierte Arbeiten zur Rheinischen Kunstgeschichte bis zum 1. Juni eines jeden Jahres beim Kunsthistorischen Institut der Universität Bonn einzureichen. In Abstimmung mit den übrigen Vorschlagsberechtigten werden anschließend dem Landschaftsverband Rheinland geeignete Forschungsarbeiten vorgeschlagen. Über die Vergabe des Preises entscheidet schließlich der Kulturausschuss der Landschaftsversammlung Rheinland.

## Preisträger
Paul-Clemen-Preis
- 2024: Kathrin DuBois für die Dissertation Werner Heuser (1880–1964). Ein Künstler und Kunstakteur an der Heinrich-Heine-Universität Düsseldorf
- 2023: Jan Richarz für die Dissertation Aachen – Wiederaufbau: Rekonstruktion durch Translozierung an der Fakultät für Architektur an der RWTH Aachen
- 2021: Marina Rieß für die Dissertation Das Goldschmiedehandwerk der Frühen Neuzeit am Niederrhein. Liturgische Goldschmiedewerke im konfessionellen Spannungsfeld an der Universität zu Köln[1]
- 2020: Eric Hartmann für die Dissertation Der Bonner Residenzbau im 18. Jahrhundert am Kunsthistorischen Institut der Universität Bonn[2]
- 2019: Linda Walther für die Dissertation „Schwebezustände. Frauen von Thomas Schütte“[3]
- 2018: Moritz Wild für seine Dissertation über das Lebenswerk des Hochschullehrers und Stadtplaners René von Schöfer
- 2017: Manuela Klauser für ihre Dissertation Ikonische Kirchen – Zeichen lebendigen Glaubens. Geschichte und Theorie des Pfarrkirchenbaus an Rhein und Ruhr zwischen Historismus und Moderne[4][5]
- 2016: Cornelia Kirschbaum für ihre Dissertation Wohnbauten des Hofadels in der kurkölnischen Residenzstadt Bonn im 17. und 18. Jahrhundert[6][7] (Dezember 2016)
- 2015 (?): Joshua O’Driscoll für seine Dissertation Image and Inscription in the Painterly Manuscripts from Ottonian Cologne[8][9] (verliehen April 2016)
- 2014:
  - Vanessa Krohn für ihre Dissertation Pietas Bavarica am Rhein. Die kirchliche Bau- und Ausstattungstätigkeit im Erzbistum Köln unter den wittelsbachischen Kurfürsten, insbesondere Joseph Clemens und Clemens August von Bayern (rg. 1688–1761)[5]
  - Liane Wilhelmus für ihre Dissertation Georg Meistermann (1911–1990). Das glasmalerische Werk[10]
- 2013: Katja Mikolajczak für ihre Dissertation Jakob Götzenberger 1802–1866. Leben und Werk[11]
- 2012: Birgit Kastner für ihre Dissertation Die Sakralbauten des Architekten Karl Band (1900–1995)[5]
- 2011: Martin Bredenbeck für seine Dissertation Zur Zukunft von Sakralbauten im Rheinland[12][5]
- 2010:
  - Rita Hombach für ihre Dissertation Landschaftsgärten im Rheinland ie Erfassung des historischen Bestands und Studien zur Gartenkultur des „langen“ 19. Jahrhunderts
  - Daniela Wilmes für ihre Dissertation Verhandeln. Kölner Kunsthandlungen im Prozess der Verständigung über „die verfemte Moderne“ und „die Kunst der Gegenwart“ nach 1945[13][14]

Paul-Clemen-Stipendium
- 2008: Regina Urbanek für ihre Dissertation Die goldene Kammer von St. Ursula in Köln. Studien zu Gestalt und Ausstattung vom Mittelalter bis zur Vollendung im Barock[15]
- 2006: Sybille Fraquelli für ihre Dissertation Im Schatten des Domes. Architektur der Neugotik in Köln 1815 bis 1914[16]
- 2005: Michael Overdick für seine Dissertation Das Architektursystem der rheinischen Spätromanik[17]
- 2003:
  - Iris Benner für ihre Dissertation Kölner Denkmäler 1871–1918
  - Isabelle Kirgus für ihre Dissertation Die Rathauslaube in Köln (1569–1573). Architektur und Antikerezeption[18]
- 2001: Johanna Gummlich-Wagner für ihre Dissertation Bildproduktion und Kontemplation. Ein Überblick über die Kölner Buchmalerei in der Gotik unter besonderer Berücksichtigung der Kreuzigungsdarstellung[19]
- 2000: Anna Skriver für ihre Dissertation Die Taufkapelle von St. Gereon in Köln: Untersuchungen zur Wechselwirkung zwischen Architektur und Farbfassung spätstaufischer Sakralräume im Rheinland[20]
- 1999:
  - Wolfgang Cortjaens für seine Dissertation Rheinische Altarbauten des Historismus. Sakrale Goldschmiedekunst 1870–1918
  - Uwe Bathe für seine Dissertation Der romanische Kapitelsaal in Brauweiler. Eine kritische Bestandsaufnahme seiner Architektur, Bauskulptur und Malerei[21]
- 1998:
  - Britta Hoppe für ihre Dissertation Geschnitzte Kölner Überbauschränke des 17. Jahrhunderts
  - Eva-Christine Raschke für ihre Dissertation Der Kölner Schulbau im 19. und 20. Jahrhundert unter besonderer Berücksichtigung der Bauten der Fünfziger Jahre[22]
- 1997:
  - Wera Groß für ihre Dissertation Protestantische Kirchenneubauten des 16. bis 18. Jahrhunderts am Niederrhein und im Bergischen Land
  - Annette Willberg für ihre Dissertation Die Punzierung in der Altkölner Malerei. Punzierungen in Kölner Tafelbildern des 14. und 15. Jahrhunderts[23]
- 1996: Lothar Hammer, für seine Dissertation Köln: Die Hohenzollernbrücke und die deutsche Brückenarchitektur der Kaiserzeit[24]
- 1995, unbelegt: Andreas Pohlmann
- 1994:
  - Barbara Rommé für ihre Dissertation über Hendrik Douwermann und die niederländische Bildschnitzkunst
  - Markus Wild für seine Dissertation über die ehemalige Stiftskirche in Gemünden – Baugeschichte und Bedeutung eines mittelalterlichen Kirchenbaues
- 1993:
  - Brigitte Wehling für ihre Dissertation Die Mosaiken im Aachener Münster und ihre Vorstufen
  - Alexander Kierdorf für seine Dissertation Industriellenwohnsitze im Ruhrgebiet: 1900–1914[25]
- 1992:
  - Birgitt Borkopp für ihre Dissertation Der Aachener Kanonikus Franz Bock und seine Textilsammlungen: ein Beitrag zur Geschichte der Kunstgewerbe im 19. Jahrhundert
  - Annette Schommers für ihre Dissertation Rheinische Reliquiare. Goldschmiedearbeiten und Reliquieninszenierungen des 17. und 18. Jahrhunderts[26]
- 1989:
  - Monika Hartung für ihre Dissertation Die Maison de Plaisance in Theorie und Ausführung. Zur Herkunft eines Bautyps und seiner Rezeption im Rheinland
  - Annette Kuhn für ihre Dissertation Zero und Yves Klein – Aspekte einer deutschen Avantgarde der 60er Jahre
  - Katharina Pawelec für ihre Dissertation Aachener Bronzegitter. Studien zur karolingischen Ornamentik um 800[27]
- 1988:
  - Felicia Broscheit für ihre Dissertation Figürliche Darstellungen in der romanischen Bauornamentik des Rhein-Maas-Gebietes
  - Gisela Moeller für ihre Dissertation Peter Behrens in Düsseldorf[28]
- 1987: Ulrich Stevens[29]
- 1984: Ursula Blanchebarbe für ihre Dissertation Michael Welter (1808–1892) Ein Kölner Dekorationsmaler im 19. Jahrhundert[30]
- 1983: Heiko Schulze für seine Dissertation Die ehemalige Prämonstratenser-Abtei Rommersdorf. Untersuchungen zur Baugeschichte unter besonderer Berücksichtigung des 12. und 13. Jahrhunderts[31]
- 1982:
  - Barbara Kahle für ihre Dissertation Rheinische Kirchen des 20. Jahrhunderts. Ein Beitrag zum Kirchenbauschaffen zwischen Tradition und Moderne[32]
  - Magdalena M. Moeller für ihre Dissertation Der Sonderbund. Seine Voraussetzungen und Anfänge in Düsseldorf[33]
- 1977: Wilfried Hansmann[34] für seine Dissertation Das Treppenhaus und das Grosse Neue Appartement des Brühler Schlosses
- 1976: Ursula Rathke für ihre Dissertation Preußische Burgenromantik am Rhein[35]
- 1973: Gundolf Precht für seine Dissertation Baugeschichtliche Untersuchung zum römischen Praetorium in Köln[36]
- 1970: Arnold Wolff für seine Dissertation Chronologie der ersten Bauzeit des Kölner Domes 1248-1277[37]
- 1968: Horst Vey wegen seiner Verdienste „u. a. um die kölnische Kunstgeschichte der zweiten Hälfte des 18. Jahrhunderts, um Kölner Zeichnungen aus drei Jahrhunderten und um den Katalog der niederländischen Gemälde von 1500–1800 im Wallraf-Richartz-Museum“[38]
- 1965:
  - Horst Johannes Tümmers[39]
  - Konrad Hoffmann[40]
- 1962: Leo Schaefer für seine Arbeit zur Kirche St. Martin in Zyfflich[41]
- 1960: Dorothea Herkenrath für ihre Dissertation zu Schloß Rheydt[42]
- 1959: Hans Peter Hilger für seine Dissertation Der Figurenzyklus im Chor des Aachener Domes[43]
- 1958: Walter Schulten für seine Dissertation Die Heilige Stiege auf dem Kreuzberg zu Bonn: ein Beitrag zur Kunst- und Frömmigkeitsgeschichte der Barockzeit[44][45]
- 1957: Magnus Backes für seine Dissertation Julius Ludwig Rothweil, ein rheinisch-hessischer Barockarchitekt.[46] (nach Angabe in der Dissertation 1958)[47]
- 1956: Peter Bloch mit einer Arbeit zum siebenarmigen Leuchter im Essener Münster.[48]
- 1947: Victor H. Elbern[49]
- 1937: Kurt Reißmann für die Erforschung der „Fränkischen Steinplastik der merowingischen und karolingischen Zeit“[50]